# Leya Falcon
Leya Falcon (Las Vegas, Nevada; 3 de marzo de 1988) es una actriz pornográfica y modelo erótica estadounidense.

## Biografía
Nació en Las Vegas, la ciudad más poblada del estado de Nevada, en marzo de 1988, en una familia con ascendencia alemana, francesa, italiana (de Sicilia) y nativoamericana. Sus padres se divorciaron a una edad temprana. Desde muy joven se interesó por la pornografía, destacando que dos de sus inspiraciones para convertirse en actriz fueron Jenna Jameson y Belladonna.
Su primer trabajo fue como recepcionista en una tienda de autopartes. Después pasó a realizar otros trabajos como modelo erótica y camgirl. Debutó como actriz pornográfica en noviembre de 2011, cuando tenía 23 años de edad. No obstante, Falcon se casó con su pareja y tuvieron una hija, por lo que su carrera pornográfica quedó apartada durante un año antes de volver a retomarla.
Como actriz ha trabajado para productoras como Evil Angel, Devil's Film, Le Wood Productions, West Coast, Ass Factory, Lethal Hardcore, Diabolic, Elegant Angel, Hustler, Digital Playground, Digital Sin, Brazzers, Wicked o Girlfriends Films.
Leya ha realizado algunas parodias pornográficas muy representativas, ligadas a sus gustos por los cómics, el cine de ciencia ficción y el maquillaje. Así pues, se le ha podido contemplar en películas como Harley and Joker The Porn Origin y SeXXXploitation Of Leya Falcon, en la que aparece caracterizada como Harley Quinn, o en diversas parodias, como OMG It's The Killer Joe, Spider-Man XXX 2, Strokemon: The XXX Parody o This Ain't Terminator XXX.
En 2015 recibió su primera nominación en los Premios AVN, siendo esta en la categoría de Mejor escena de sexo oral por la película Sloppy Cocksuckers. Posteriormente, durante tres años consecutivos -2016, 2017 y 2018- repitió nominaciones en la categoría de Mejor escena escandalosa de sexo por sus trabajos en Anal Appetite 3, I Watch Black Men Fuck My Wife's Asshole y Viking Girls Gone Horny. Por esta última ganó en 2018 el premio junto a Ophelia Rain.
Ha trabajado en más de 360 películas como actriz.
Alguno de sus trabajos son America's Got Lesbians, Big Tits, Cuck 'Em All, Desert Heat, Forked, Hardcore Starlet 2, Lickin' It Up, Mandingo Passion, My First Gangbang 3, Playing With Pussy o True Lesbian Love 2.

## Premios y nominaciones
| Año  | Ceremonia                   | Resultado | Premio                                         | Trabajo                                                   |
| ---- | --------------------------- | --------- | ---------------------------------------------- | --------------------------------------------------------- |
| 2013 | Sex Awards                  | Nominada  | Hottest New Girl                               | —                                                         |
| 2014 | Spank Bank Awards           | Nominada  | Asshole (The Sexy Kind) of the Year            | —                                                         |
| 2014 | Spank Bank Awards           | Nominada  | BBC Slut of the Year                           | —                                                         |
| 2014 | Spank Bank Awards           | Nominada  | Cocksucker of the Year                         | —                                                         |
| 2014 | Spank Bank Awards           | Nominada  | Masturbator of the Year                        | —                                                         |
| 2014 | Spank Bank Awards           | Nominada  | Most Fap Worthy Funbags                        | —                                                         |
| 2014 | Spank Bank Awards           | Nominada  | Most Spanked To Girl of the Year               | —                                                         |
| 2014 | Spank Bank Awards           | Nominada  | Sexiest Painted Lady                           | —                                                         |
| 2014 | Spank Bank Awards           | Nominada  | The Contessa of Cum                            | —                                                         |
| 2015 | Premios AVN                 | Nominada  | Mejor escena de sexo oral                      | Sloppy Cocksuckers                                        |
| 2015 | Premios AVN                 | Nominada  | Premio fan: Culo más caliente                  | —                                                         |
| 2015 | Spank Bank Awards           | Nominada  | Asshole (The Sexy Kind) of the Year            | —                                                         |
| 2015 | Spank Bank Awards           | Nominada  | BBC Slut of the Year                           | —                                                         |
| 2015 | Spank Bank Awards           | Nominada  | Best "O" Face                                  | —                                                         |
| 2015 | Spank Bank Awards           | Nominada  | Best Vocals                                    | —                                                         |
| 2015 | Spank Bank Awards           | Nominada  | Blonde Bombshell of the Year                   | —                                                         |
| 2015 | Spank Bank Awards           | Nominada  | Cocksucker of the Year                         | —                                                         |
| 2015 | Spank Bank Awards           | Ganadora  | Most Underrated Slut                           | —                                                         |
| 2015 | Spank Bank Awards           | Nominada  | Most Voluptuous Vixen                          | —                                                         |
| 2015 | Spank Bank Technical Awards | Ganadora  | Badass Ball Busting Bitch                      | —                                                         |
| 2015 | Spank Bank Technical Awards | Ganadora  | Best Display of Choking on Dick                | —                                                         |
| 2015 | Spank Bank Technical Awards | Ganadora  | Size Queen of the Year                         | —                                                         |
| 2016 | Premios AVN                 | Nominada  | Mejor escena escandalosa de sexo               | Anal Appetite 3                                           |
| 2016 | Premios AVN                 | Nominada  | Premio fan: Culo más épico                     | —                                                         |
| 2016 | Spank Bank Awards           | Nominada  | Best 'Just Got Fucked' Hair                    | —                                                         |
| 2016 | Spank Bank Awards           | Nominada  | Best 'O' Face                                  | —                                                         |
| 2016 | Spank Bank Awards           | Ganadora  | Cumback of the Year                            | —                                                         |
| 2016 | Spank Bank Awards           | Nominada  | Fucking Nerd of the Year                       | —                                                         |
| 2016 | Spank Bank Awards           | Nominada  | Instagram Girl of the Year                     | —                                                         |
| 2016 | Spank Bank Awards           | Nominada  | Smooth As Silk                                 | —                                                         |
| 2016 | Spank Bank Technical Awards | Ganadora  | Queen of the Cuckolds                          | —                                                         |
| 2016 | Spank Bank Technical Awards | Ganadora  | World's Sexiest Crazy Cat Lady                 | —                                                         |
| 2017 | Premios AVN                 | Nominada  | Mejor escena escandalosa de sexo               | I Watch Black Men Fuck My Wife's Asshole                  |
| 2017 | Premios AVN                 | Nominada  | Premio fan: Culo más épico                     | —                                                         |
| 2017 | Spank Bank Awards           | Nominada  | BBC Slut of the Year                           | —                                                         |
| 2017 | Spank Bank Awards           | Nominada  | Bionic Butthole                                | —                                                         |
| 2017 | Spank Bank Awards           | Nominada  | Born To Hand Job                               | —                                                         |
| 2017 | Spank Bank Awards           | Nominada  | Cocksucker of the Year                         | —                                                         |
| 2017 | Spank Bank Awards           | Nominada  | Most Underrated Slut                           | —                                                         |
| 2017 | Spank Bank Awards           | Nominada  | Smooth As Silk                                 | —                                                         |
| 2017 | Spank Bank Awards           | Nominada  | Tweeting Twat of the Year                      | —                                                         |
| 2017 | Spank Bank Technical Awards | Ganadora  | The Harley Quinn of Sin                        | —                                                         |
| 2018 | Premios AVN                 | Ganadora  | Mejor escena escandalosa de sexo               | Viking Girls Gone Horny                                   |
| 2018 | Premios AVN                 | Nominada  | Mejor maquillaje y peluquería                  | Sexxxploitation of Leya Falcon                            |
| 2018 | Spank Bank Awards           | Nominada  | Baroness of Licking Lady Ass                   | —                                                         |
| 2018 | Spank Bank Awards           | Ganadora  | Cosplay Queen                                  | —                                                         |
| 2018 | Spank Bank Awards           | Nominada  | Customs Specialist of the Year                 | —                                                         |
| 2018 | Spank Bank Awards           | Nominada  | Life Sized Human Hand Puppet                   | —                                                         |
| 2018 | Spank Bank Awards           | Nominada  | Queen of Cunnilingus                           | —                                                         |
| 2018 | Spank Bank Awards           | Nominada  | Silky Smooth                                   | —                                                         |
| 2018 | Spank Bank Awards           | Nominada  | Size Queen                                     | —                                                         |
| 2018 | Spank Bank Technical Awards | Ganadora  | Most Likely To Be Gangbanged Under The Big Top | —                                                         |
| 2019 | Premios AVN                 | Nominada  | Mejor escena escandalosa de sexo               | Car Jackerz                                               |
| 2019 | Premios AVN                 | Nominada  | Premio fan: Mejor sitio web de una actriz      | LeyaFalcon.com                                            |
| 2019 | Premios AVN                 | Nominada  | Premio fan: Camgirl cosplayer favorita         | —                                                         |
| 2019 | Spank Bank Awards           | Nominada  | Blowbang / Bukkake Badass of the Year          | —                                                         |
| 2019 | Spank Bank Awards           | Nominada  | Cosplay Queen                                  | —                                                         |
| 2019 | Spank Bank Awards           | Ganadora  | Sloppy Head Savant of the Year                 | —                                                         |
| 2019 | Spank Bank Awards           | Nominada  | Sovereign Dom of the Year                      | —                                                         |
| 2019 | Spank Bank Technical Awards | Ganadora  | Weird As Fuck... In The Best Way!!!            | —                                                         |
| 2023 | Premios AVN                 | Nominada  | Mejor escena escandalosa de sexo               | Buttered Up! (or "Orville Redenbacher’s Worst Nightmare") |
| 2025 | Premios AVN                 | Nominada  | Mejor escena escandalosa de sexo               | Butter Up My Asshole                                      |